# Eratoneura maculata
Eratoneura maculata är en insektsart som först beskrevs av David D. Gillette 1898.  Eratoneura maculata ingår i släktet Eratoneura och familjen dvärgstritar. Inga underarter finns listade i Catalogue of Life.